# Кшеменево (гмина)
Кшеменево (пол. Krzemieniewo) — сельская гмина (волость) в Польше, входит как административная единица в Лешненский повет, Великопольское воеводство. Население — 8506 человек (на 2004 год).

## Сельские округа
1. Белявы
2. Боянице
3. Брылево[пол.]
4. Дробнин
5. Гажин
6. Гужно
7. Херштупово
8. Кархово
9. Кочуги
10. Кшеменево
11. Любоня
12. Межеево
13. Новы-Беленцин
14. Опорово[пол.]
15. Опорувко
16. Павловице
17. Стары-Беленцин
18. Збытки

## Прочие поселения
1. Чарны-Ляс
2. Грабувец
3. Граничник
4. Калово
5. Малы-Двур
6. Надольник
7. Выгода

## Соседние гмины
1. Гмина Гостынь
2. Гмина Кшивинь
3. Гмина Осечна
4. Гмина Понец
5. Гмина Рыдзына